# 斐川生協病院
斐川生協病院（ひかわせいきょうびょういん）は、ひかわ医療生活協同組合が島根県出雲市斐川町に設置する病院。
全日本民主医療機関連合会(民医連)に加盟している。

## 沿革
- 1946年（昭和21年） - 金森医院を直江診療所と名称変更し再開
- 1956年（昭和31年） - 金森医院に再改称
- 1963年（昭和38年） - 金森病院開設（20床）
- 1975年（昭和50年） - ひかわ医療生活協同組合を設立　斐川生協病院に改称
- 1987年（昭和62年） - 40床に増床
- 1988年（昭和63年） - 50床に増床
- 2004年（平成16年） - 現在地に新築移転、療養病棟に転換（104床）
- 2009年（平成21年） - 120床に増床

## 診療科
- 内科[2]
- 消化器科(消化器内科)[2]
- 循環器科(循環器内科)[2]
- 外科[2]
- 整形外科[2]
- 眼科[2]
- リハビリテーション科[2]

## 医療機関の認定
(この節の出典)
- 保険医療機関
- 労災保険指定医療機関
- 生活保護法指定医療機関(中国残留邦人等の円滑な帰国の促進並びに永住帰国した中国残留邦人等及び特定配偶者の自立の支援に関する法律(平成6年法律第30号)に基づく指定医療機関を含む。)
- 高齢者の医療の確保に関する法律(昭和57年法律第80号)第7条第1項に規定する医療保険各法及び同法に基づく療養等の給付の対象とならない医療並びに公費負担医療を行わない医療機関
- 指定自立支援医療機関（精神通院医療）
- 結核指定医療機関
- 特定疾患治療研究事業委託医療機関
- 原子爆弾被害者一般疾病医療取扱医療機関
- 無料定額診療事業実施医療機関[3]

## 差額ベッド代について
病院の理念により、差額ベッド料（個室料）を徴収していない。

## 交通アクセス
- JR山陰本線「直江駅」より東へ徒歩20分

## 周辺
- 斐川郵便局
- JAしまね斐川地区本部中部支所
- 山陰合同銀行 直江支店